# Stjärnegölen
Stjärnegölen är en sjö i Nässjö kommun i Småland och ingår i Lagans huvudavrinningsområde. Sjöns area är 0,009 kvadratkilometer och den befinner sig 295 meter över havet.